# غيولا ساكس
غيولا ساكس ( 1951 – 25 يناير 2014) كان أستاذًا كبيرًا للشطرنج في المجر وحكمًا دوليًا (1995).

## سيرته
وُلِد ساكس في 18 يونيو 1951 في بودابست، المجر. في عام 1972، فاز ببطولة أوروبا للشطرنج للناشئين في جرونينجن. حاز على لقب الأستاذ الدولي عام 1972، ولقب الأستاذ الكبير (GM) عام 1974. وكان بطل المجر للشطرنج عامي 1976 و1977 (بالمشاركة).
حقق ساكس المركز الأول في بطولات روفينج - زغرب عام 1975، وفي فينكوفيتشي عام 1976، ودعوة لاس بالماس (مع فلاديمير توكماكوف ) عام 1978، وبطولة آي بي إم الدولية للشطرنج عام 1979 (مع فلاستيميل هورت )، وفيك آن زي عام 1989 (بالتعادل الرباعي). كما فاز ببطولة كندا المفتوحة للشطرنج عام 1978، وبطولة لوغانو المفتوحة القوية عام 1984.
شارك ساكس مرتين متتاليتين في بطولة المرشحين - بعد تأهله في بطولة سوبوتيكا بين المناطق عام 1987 وبطولة مانيلا بين المناطق عام 1990 على التوالي - لكنه أُقصي من البطولة عام 1988 على يد نايجل شورت (+0=3-2)، وفي عام 1991، بعد وقت إضافي، على يد فيكتور كورشنوي، البالغ من العمر ستين عامًا آنذاك (+1=6-1؛ +0=1-1 في الشطرنج السريع). بلغ أعلى تصنيف لساكس في تصنيف إيلو 2610 في يناير 1988، ثم في يناير 1989، وكان أفضل تصنيف عالمي له هو المركز 12 مشتركًا، في قائمة نصف العام من يناير إلى يونيو 1989.

## وفاته وإرثه
في 25 يناير 2014، توفي ساكس بنوبة قلبية. ويُقال إنه عاش في عزلة خلال العقدين الأخيرين من حياته. نعتته جوديت بولجار بعد وفاته بفترة وجيزة قائلةً: "كان غيولا ساكس أحد أعظم لاعبي الشطرنج في المجر. كان أول مدرب عام عاملني كزميل شطرنج عندما كنت في التاسعة من عمري فقط. كان مستعدًا لتحليل المواقف معي، وتبادل الأفكار، ومن خلال ذلك منحني ثقة كبيرة بنفسي. التقيت به لاحقًا في مناسبات عديدة، ولعبنا ضد بعضنا البعض، ولعبنا معًا في المنتخب الوطني. كان أيضًا حائزًا على ميدالية ذهبية أولمبية، ولاعبًا هجوميًا نشيطًا للغاية".
فاز فاسيلي سميسلوف على غيولا ساكس، تيلبورج 1979، كينجز إنديان، فيانشيتو فارييشن (A49)، 0-1 في مباراة نهائية متقاربة ومتماثلة، فاز بها ساكس على سيد المباراة النهائية والبطل العالمي السابق سميسلوف.

## روابط خارجية
- غيولا ساكس على موقع مباريات الشطرنج (الإنجليزية)
- غيولا ساكس على موقع 365Chess.com (الإنجليزية)
- غيولا ساكس على موقع Chesstempo.com (الإنجليزية)
- غيولا ساكس سجل أولمبياد الشطرنج على موقع OlimpBase.org (الإنجليزية)